# Nathanael Ernst Dauter
Nathanael Ernst Dauter (* 11. Februar 1756 in Alt-Schottland (poln. Stare Szkoty) bei Danzig; † 1. Februar 1813 in Danzig) war ein deutscher Arzt und Naturforscher in Danzig.

## Leben
Gemeinsam mit seinem Danziger Freund Nathanael Berendt begann Dauter mit Immatrikulation am 7. Oktober 1776 das Studium der Medizin an der Georg-August-Universität Göttingen, wo er für die Zeit seines Studiums bis 1780 in zahlreichen Stammbüchern belegt ist. Seine Silhouette als Student ist in der Silhouetten-Sammlung Schubert in der SUB Göttingen erhalten. Nach der von August Gottlieb Richter betreuten Promotion zum Dr. med. et. chir. über das Thema der Kaltwasserkur unternahm er gemeinsam mit Behrendt eine wissenschaftliche Reise, die die beiden über Edinburgh, London und Paris führte. In Edinburgh wurde er Mitglied des Royal College of Physicians of Edinburgh. Nach seiner Heimkehr nach Danzig wurde er dort Stadtphysicus. Er war, wie auch sein lebenslanger Freund und Arztkollege Behrendt reges Mitglied der Naturforschenden Gesellschaft zu Danzig, der er viele Jahre vorstand und für die er 1784 die Organisation eines ersten Ballonaufstiegs in Danzig übernahm. Dauter war auch Mitglied der Leopoldina (seit 23. September 1794; cogn. „Diogenianus“). Er starb an der Wassersucht.

## Schriften
- Dissertatio Inavgvralis Medica De Vsv Aqvae Frigidae Externo Topico, Dieterich, 1780